# Gare de Kimle-Károlyháza
La gare de Kimle-Károlyháza (en hongrois : Kimle-Károlyháza vasútállomás) est une halte ferroviaire hongroise, située à Károlyháza.